# Olaf Frydenlund
Olaf Emil Frydenlund (Tune, 16 giugno 1862 – Aremark, 8 aprile 1947) è stato un tiratore a segno norvegese.
Partecipò alle Olimpiadi di Parigi 1900, in cui il suo miglior risultato fu la medaglia d'argento nella carabina militare a squadre.
Frydenlund partecipò in varie occasioni ai campionati mondiali di tiro dove riuscì in tutto a vincere due medaglie d'argento e una di bronzo.

## Palmarès

### Giochi olimpici
- 1 medaglia:
  - 1 argento (carabina militare a squadre a Parigi 1900).

### Campionati mondiali
- 3 medaglie:
  - 2 argenti (carabina 300 metri 3 posizioni a squadre a Lione 1897; carabina 300 metri 3 posizioni a squadre a Parigi 1900)
  - 1 bronzo (carabina militare 300 metri in piedi a L'Aia 1899)